# 제18회 인디다큐페스티발
제18회 인디다큐페스티발은 2018년 3월 22일에 열린 시상식이다.

## 수상 및 후보

### 관객상
- 앨리스 죽이기 - 김상규 수상

### 국내 신작전
- 나무가 나에게 - 안용우
- 더블랙 - 이마리오
- 하동채복: 두 사람의 노래 - 남승석
- 모자란 기억 - 박군제
- 앨리스 죽이기 - 김상규
- 옵티그래프 - 이원우
- 집의 시간들 - 라야
- 말해의 사계절 - 허철녕
- 남자, 화장을 하다 : 아이 원트 제로지 - 현영애
- 버블 패밀리 - 마민지
- 졸업 - 박주환
- 목포의 밤 - 엄희찬
- 9월 - 신나리
- 투명한 음악 - 조용기
- 퀴어의 방 - 권아람
- 나를 위한 변명 - 고승환 외 2명
- 해피해피쿠킹타임 - 유재인
- 끝과 시작 - 정현정
- 티켓 - 김태영
- 관찰과 기억 - 이솜이
- 당산 - 김건희
- 콘크리트의 불안 - 장윤미
- 명호 - 김샛별 외 1명
- 통금 - 소람
- 페미니스트와 휴머니스트 - 김시연
- 친구들 - 김민서 외 2명
- 불편한영화제 - 허건
- 도망치는 것은 비겁하지만 도움이 된다 - 박향진

### 올해의 초점
- 시국페미 - 강유가람
- 도시 목격자 - 리슨투더시티
- 끝나지 않은 편지 - 리슨투더시티
- 강정 인터뷰 프로젝트 - 김성균 외 22명
- 송전탑 - 이동렬
- 765와 용회마을 - 김소희
- 밀양, 반가운 손님 - 하샛별 외 4명
- 즐거운 나의 집 101 - 련
- 파란나비효과 - 박문칠
- 소성리 - 박배일
- 말해의 사계절 - 허철녕
- 미디어로 행동하라 in 김천/성주 - 미디어로 행동하라 in 김천/성주 제작팀
- 더블랙 - 이마리오
- 주민등록증을 찢어라 - 이마리오
- 안녕하십니까 대통령입니다 - 이마리오
- 416 프로젝트 '공동의 기억: 트라우마' - 4.16연대 미디어위원회

### 하라 카즈오 특별전
- 굿바이 CP - 하라 카즈오
- 천황군대는 진군한다 - 하라 카즈오
- 센난 석면 피해 배상소송 - 하라 카즈오